# Pseudothyris sepulchralis
 (avril 2024).
Pseudothyris
Genre
Espèce
Pseudothyris sepulchralis, unique représentant du genre Pseudothyris, est une espèce de lépidoptères (papillons) diurnes de la famille des Thyrididae.

## Répartition
Amérique du Nord.

## Description
La larve de Pseudothyris sepulchralis mesure environ 18 mm. L'imago présente une envergure de 15 à 23 mm, son corps est noir avec des marques et taches blanches. Il  vole pendant deux à trois semaines, mais on le voit rarement se nourrir sur des fleurs.

## Classification
Le nom valide complet (avec auteur) de ce taxon est Pseudothyris sepulchralis (Boisduval, 1832).
Le genre Pseudothyris a été créé en 1986 par Jürgen H. R. Thiele (d) (1943-2020).
L'espèce a été initialement classée dans le genre Thyris sous le protonyme Thyris sepulchralis Boisduval, 1832.
Cette espèce porte le nom vernaculaire anglais de Mournful Thyris.
Pseudothyris sepulchralis a pour synonymes :
- Dysodia margaritana Clemens, 1862
- Thyris lugubris Boisduval, 1836
- Thyris sepulchralis Boisduval, 1832